# David Saelens
David Saelens (Ieper, 2 juli 1975) is een Belgisch autocoureur.
Hij startte zijn carrière in de karting waarin hij vijfmaal kampioen van België werd. In 1995 ging hij in de Formule Renault Benelux rijden en een jaar later al in de Europese Formule Renault. Hij nam ook deel aan de 24 uur van Spa-Francorchamps waarin hij derde werd met een BMW.
In 1997 ging hij in de Franse Formule 3 rijden waarin hij de derde plaats in het kampioenschap behaalde. Een jaar later won hij zelfs het kampioenschap. Hij behaalde ook de overwinning in de Masters of Formula 3 op Zandvoort.
Weer een jaar later, in 1999, ging hij in de Formule 3000 rijden. Ook in 2000 en 2001 reed Saelens in de Formule 3000. In 2001 reed hij ook nog in de DTM. In 2002 werd hij testpiloot voor het Formule 1-team Minardi.
In 2004 en 2005 reed hij in de Porsche Supercup.